# Bourg-de-Visa
Bourg-de-Visa är en kommun i departementet Tarn-et-Garonne i regionen Occitanien i södra Frankrike. Kommunen ligger i kantonen Bourg-de-Visa som tillhör arrondissementet Castelsarrasin. År 2022 hade Bourg-de-Visa 389 invånare.

## Befolkningsutveckling
Antalet invånare i kommunen Bourg-de-Visa
| Referens: INSEE |